# Albert Ferrer
Albert Ferrer Llopis (Rubí, Barcelona, 6 de junio de 1970), conocido como Chapi Ferrer, es un exfutbolista y entrenador español. También ejerce como comentarista deportivo en radio y televisión española.

## Trayectoria

### Como jugador

#### F. C. Barcelona "B"
Empezó su paso por las categorías inferiores del F. C. Barcelona hasta llegar al F. C. Barcelona "B", en el cual permaneció durante tres temporadas. 

#### C. D. Tenerife (cesión)
En enero de 1990 fue cedido al C. D. Tenerife, equipo con el que debutó en primera división. Allí jugó medio año siendo titular en quince ocasiones. Esa temporada el equipo insular logró salvar la categoría tras superar al Deportivo de La Coruña en la promoción de descenso, resultando Ferrer decisivo en el partido de vuelta en Riazor, dando la asistencia del gol de su equipo. Aquel fue el último partido del Chapi con el equipo tinerfeño.

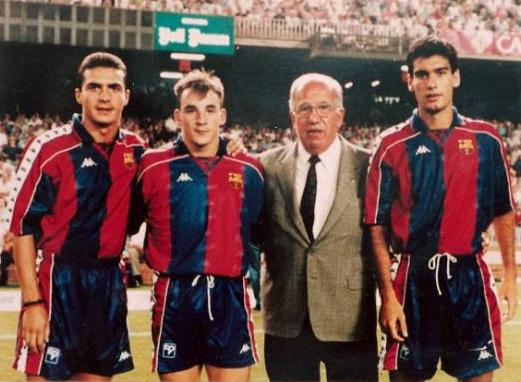
De izquierda a derecha, Amor, Ferrer, Mussons y Guardiola.

#### F. C. Barcelona
En verano de 1990 regresó a Barcelona, donde se consolidó como lateral derecho titular, siendo un fijo en el equipo conocido como el Dream Team, dirigido por Johan Cruyff, que ganó, entre otros títulos, la Copa de Europa de 1992 y cuatro campeonatos de Liga consecutivos a principios de los años noventa. Ferrer destacó por su capacidad defensiva; era un excelente marcador y muy veloz. En el Barcelona anotó dos de sus tres únicos goles oficiales (uno al R. C. D. Espanyol y otro al Manchester United F. C.). Con la llegada de Louis van Gaal perdió la titularidad y fue declarado transferible en mayo de 1998.

#### Chelsea F. C.
Dos semanas después se confirmó su traspaso al Chelsea F. C. En su primera temporada con los blues se afianzó como titular indiscutible, lo que le valió el galardón de jugador revelación de la Premier League 1998-99. Ferrer jugó un total de cinco campañas con el Chelsea, donde marcó un gol en la Champions League (al Hertha Berlín) y conquistó la Supercopa de Europa de 1998, la FA Cup y la Community Shield en 2000. En 2003, anuncia su retirada tras haber jugado 17 años; 11 años con el F.C Barcelona, 5 años con el Chelsea y 1 año con el C. D. Tenerife.

### Como entrenador
Tras su retirada como futbolista, se formó como entrenador. Desde 2007 comenzó a participar en la empresa StarDreams, integrada por varios destacados deportistas como Julio Salinas, Antonio Maceda, Almudena Cid, Estela Giménez, Gervasio Deferr, Blanca Fernández Ochoa, Martín Fiz, Amaya Valdemoro, Fernando Romay o Xavi Torres y dedicada principalmente al asesoramiento a directivos y ejecutivos en la mejora del rendimiento laboral.

#### Vitesse Arnhem
A partir de 2010 entrenó al equipo neerlandés Vitesse Arnhem. Llegó al club cuando marchaba en una mala racha situándose en penúltimo lugar del campeonato (en octubre de 2010) y, a pesar de algunas dudas del equipo que surgieron a lo largo de la temporada, logró mantenerlo en la categoría al término de la campaña. No renovó por las desavenencias que tuvo al final con los directivos.

#### Córdoba C. F.
El 17 de febrero de 2014, fue contratado como nuevo técnico del Córdoba C. F. de la Segunda División de España, en sustitución de Pablo Villa. Aunque inicialmente no logró cambiar la dinámica del equipo, terminó clasificándolo en la 7ª posición, accediendo al "play-off" de ascenso a la Primera División, ya que el F. C. Barcelona B había quedado en 5º lugar. En la semifinal, derrotó al Real Murcia C. F. por 1-2; y en la final contra la U. D. Las Palmas, quedó 0-0 en casa y 1-1 fuera, logrando el ascenso a Primera gracias a la regla del gol de visitante, anotando un gol en el último minuto. El Córdoba regresaba a la máxima categoría 42 años después y Chapi renovó su contrato dos años más para dirigir al equipo en Primera División. El 25 de agosto de 2014 se estrenó en Primera en un partido frente al Real Madrid en el Santiago Bernabéu (2-0 para los blancos). A pesar de la derrota, Chapi indicó que el ritmo del equipo era bueno, pero podrían haber marcado. Fue destituido el 20 de octubre de 2014, tras 8 jornadas de Liga en las que logró 4 empates (1-1 frente al Celta de Vigo, la U. D. Almería y Getafe C. F., y 0-0 frente al R. C. D. Espanyol); y perdió, además de frente al Real Madrid C. F. por 2-0, por 3-1 frente al Sevilla FC, por 3-0 frente al Valencia C. F. y por 1-2 frente al Málaga C. F..

#### R. C. D. Mallorca
El 20 de junio de 2015, fue presentado como entrenador del primer equipo del R. C. D. Mallorca. Tras una buena pretemporada con el equipo, intentó negociar con los jugadores con los que consiguió el ascenso a la Primera División en su estancia en el Córdoba C. F.. Se estrenó en Liga perdiendo 2-0 frente al A. D. Alcorcón, aunque ganó la siguiente jornada por 1-0 en casa frente a la S. D. Ponferradina. En los partidos posteriores, tras sacar 1 punto de 12 posibles, su continuidad se pone en duda y se la juega en la 7ª jornada ante el Real Oviedo. Se consigue un 1-1 y a partir de ahí entra en una buena racha con la que consigue encadenar 6 partidos sin conocer la derrota (2 victorias y 4 empates). Fue destituido el 30 de noviembre de 2015, dejando al conjunto balear en puestos de descenso tras sumar 15 puntos en el mismo número de partidos.

#### F. C. Barcelona Legends
Tras casi dos años sin entrenar, es contactado por el F. C. Barcelona para hacerse cargo del equipo formado por los mejores jugadores azulgranas de los últimos años.

## Selección nacional
Albert Ferrer debutó con la Selección española absoluta en septiembre de 1991, en un partido amistoso frente a Uruguay en Oviedo. En verano de 1992, formó parte del combinado olímpico que ganó la medalla de oro en los juegos olímpicos de Barcelona. En los años siguientes sería un fijo en el esquema de Javier Clemente, disputando las fases finales de la Copa del Mundo de Estados Unidos de 1994 y la de Francia en 1998. Se perdió la Eurocopa de 1996 celebrada en Inglaterra por lesión (periostitis en el peroné derecho). Disputó un total de 39 partidos con la selección (ganó 25, empató 9 y perdió sólo 5).

## Clubes

### Como jugador
| Club                | País       | Año       |
| ------------------- | ---------- | --------- |
| F. C. Barcelona "B" | España     | 1986-1989 |
| C. D. Tenerife      | España     | 1990      |
| F. C. Barcelona     | España     | 1990-1998 |
| Chelsea F. C.       | Inglaterra | 1998-2003 |

### Como entrenador
| Club                    | País         | Año               | P  | PG | PE | PP | % v.   |
| ----------------------- | ------------ | ----------------- | -- | -- | -- | -- | ------ |
| Vitesse Arnhem          | Países Bajos | 2010 - 2011       | 25 | 8  | 6  | 11 | 40%    |
| Córdoba C. F.           | España       | 2014              | 28 | 8  | 13 | 7  | 44.05% |
| R. C. D. Mallorca       | España       | 2015              | 16 | 3  | 6  | 7  | 31.25% |
| F. C. Barcelona Legends | España       | 2017 - Actualidad | 0  | 0  | 0  | 0  | 0%     |
| Total                   | Total        | Total             | 69 | 19 | 25 | 25 | 39.61% |

## Palmarés

### Como jugador

#### Campeonatos nacionales
| Título              | Club            | País       | Año  |
| ------------------- | --------------- | ---------- | ---- |
| Liga española       | F. C. Barcelona | España     | 1991 |
| Supercopa de España | F. C. Barcelona | España     | 1991 |
| Liga Española       | F. C. Barcelona | España     | 1992 |
| Supercopa de España | F. C. Barcelona | España     | 1992 |
| Liga española       | F. C. Barcelona | España     | 1993 |
| Liga española       | F. C. Barcelona | España     | 1994 |
| Supercopa de España | F. C. Barcelona | España     | 1994 |
| Supercopa de España | F. C. Barcelona | España     | 1996 |
| Copa del Rey        | F. C. Barcelona | España     | 1997 |
| Liga española       | F. C. Barcelona | España     | 1998 |
| Copa del Rey        | F. C. Barcelona | España     | 1998 |
| FA Cup              | Chelsea F. C.   | Inglaterra | 2000 |
| Community Shield    | Chelsea F. C.   | Inglaterra | 2000 |

#### Títulos internacionales
| Título               | Club               | Sede      | Año  |
| -------------------- | ------------------ | --------- | ---- |
| Copa de Europa       | F. C. Barcelona    | Londres   | 1992 |
| Oro en Barcelona '92 | Selección española | Barcelona | 1992 |
| Supercopa de Europa  | F. C. Barcelona    | Barcelona | 1992 |
| Recopa de Europa     | F. C. Barcelona    | Róterdam  | 1997 |
| Supercopa de Europa  | F. C. Barcelona    | Dortmund  | 1997 |
| Supercopa de Europa  | Chelsea F. C.      | Mónaco    | 1998 |

### Como entrenador

#### Otros logros
| Logro                      | Club          | País   | Año     |
| -------------------------- | ------------- | ------ | ------- |
| Ascenso a Primera División | Córdoba C. F. | España | 2013-14 |

### Distinciones individuales
| Distinción                              | Año  |
| --------------------------------------- | ---- |
| Jugador revelación de la Premier League | 1999 |